# Libreta de inscripción marítima

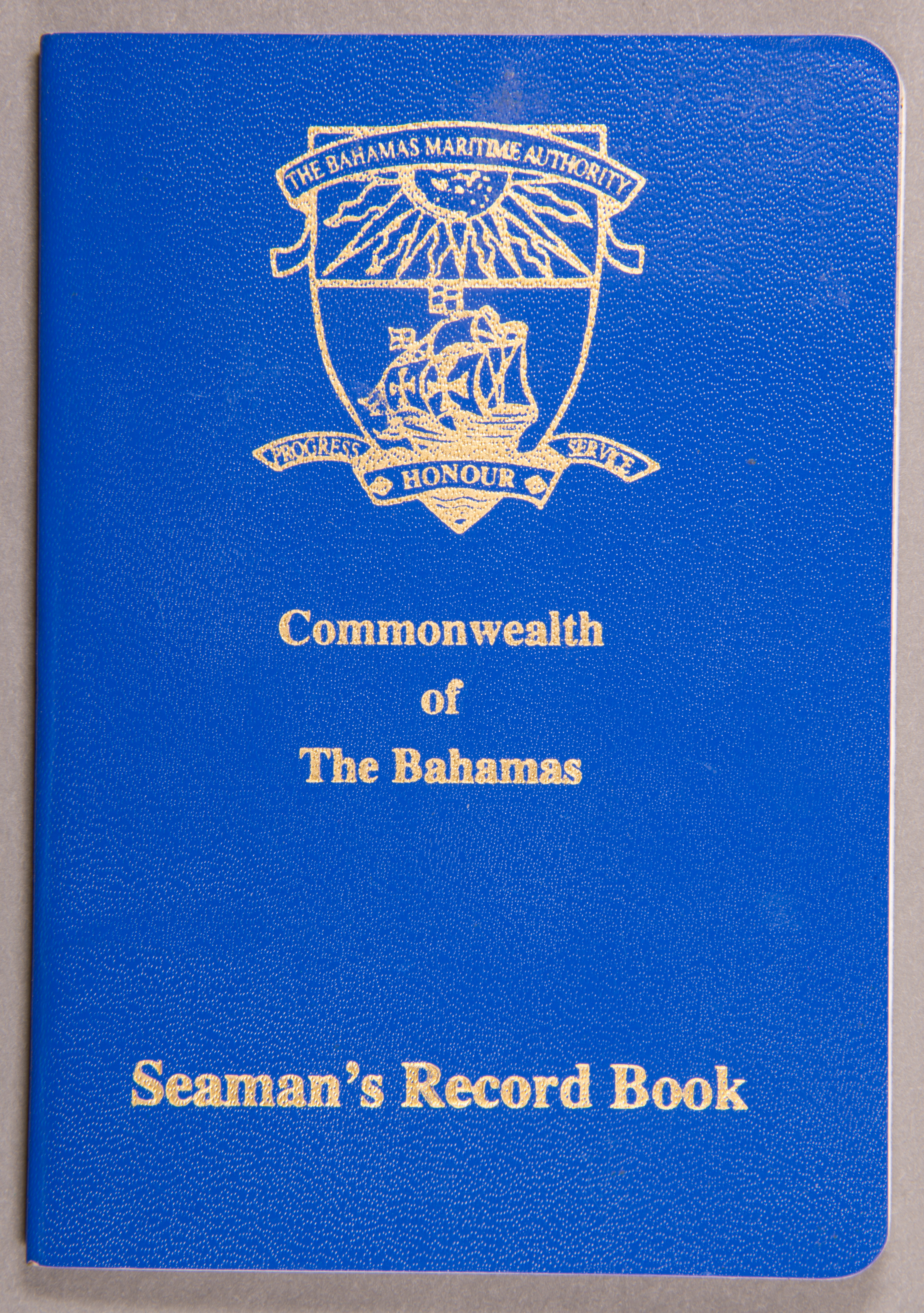
Libreta marítima de las Bahamas.

La libreta de inscripción marítima o libreta marítima es un documento oficial de identidad aceptado internacionalmente, y en el que figuran los embarques y desembarques de su titular. 
En España, se puede solicitar en cualquier capitanía marítima o en los Servicios centrales de la Dirección General de la Marina Mercante, siendo alumno de una Facultad o Escuela oficial de Náutica, de un Instituto Marítimo Pesquero o presentando el certificado de formación básica (que engloba los antiguos certificados de competencia de marinero, supervivencia en la mar (nivel I) y contraincendios (nivel I)). Una vez obtenida, sólo hay que renovar la fotografía del titular, que va en la portada de la Libreta, cada cinco años.
- Datos: Q363833
- Multimedia: Seafarer's Identification / Q363833